# 任那日本府
任那日本府或任那之倭宰是古代日本大和王權（倭國）在朝鮮半島南部的任那設立統治機構的理論。然而，現代日韓主流學界對相關理論持否定態度。这一理论1970年代后已基本被驳倒，但它仍是今日日本与朝鲜半岛关系中一个敏感而重要的话题。
任那日本府被視為皇國史觀、殖民史觀，常年受到韓朝抨擊。舊日本政府就以任那日本府為征韓論、日韓併合的依據，在朝鮮半島實施殖民統治。1960年代後，任那日本府開始受到否定，南北韓學者也視任那日本府為誇大失實的宣傳。2010年第二期韓日歷史共同研究委員會報告上韓國委員金泰植的論文表示可以否定倭國「武力征服」加耶建立任那日本府的理論，韓日歷史共同研究報告書中，韓方認為，雖然六世紀任那置於倭人支配範圍，但「任那日本府」非當時用語，建議改稱為「安羅倭臣館」。日方認為，「任那日本府」在日本書紀以「在安羅諸倭臣」表現，故韓方建議不使用「任那日本府」可以接受，但重申當地倭人由倭人統治，非置於任何朝鮮半島政權之下。
然而，自1960年代以來，這一理論逐漸被否定，到了考古學發達的近代幾乎被否定。2010年韓日歷史共同研究委員會對任那日本府說做出了正式不存在的結論。

## 概要

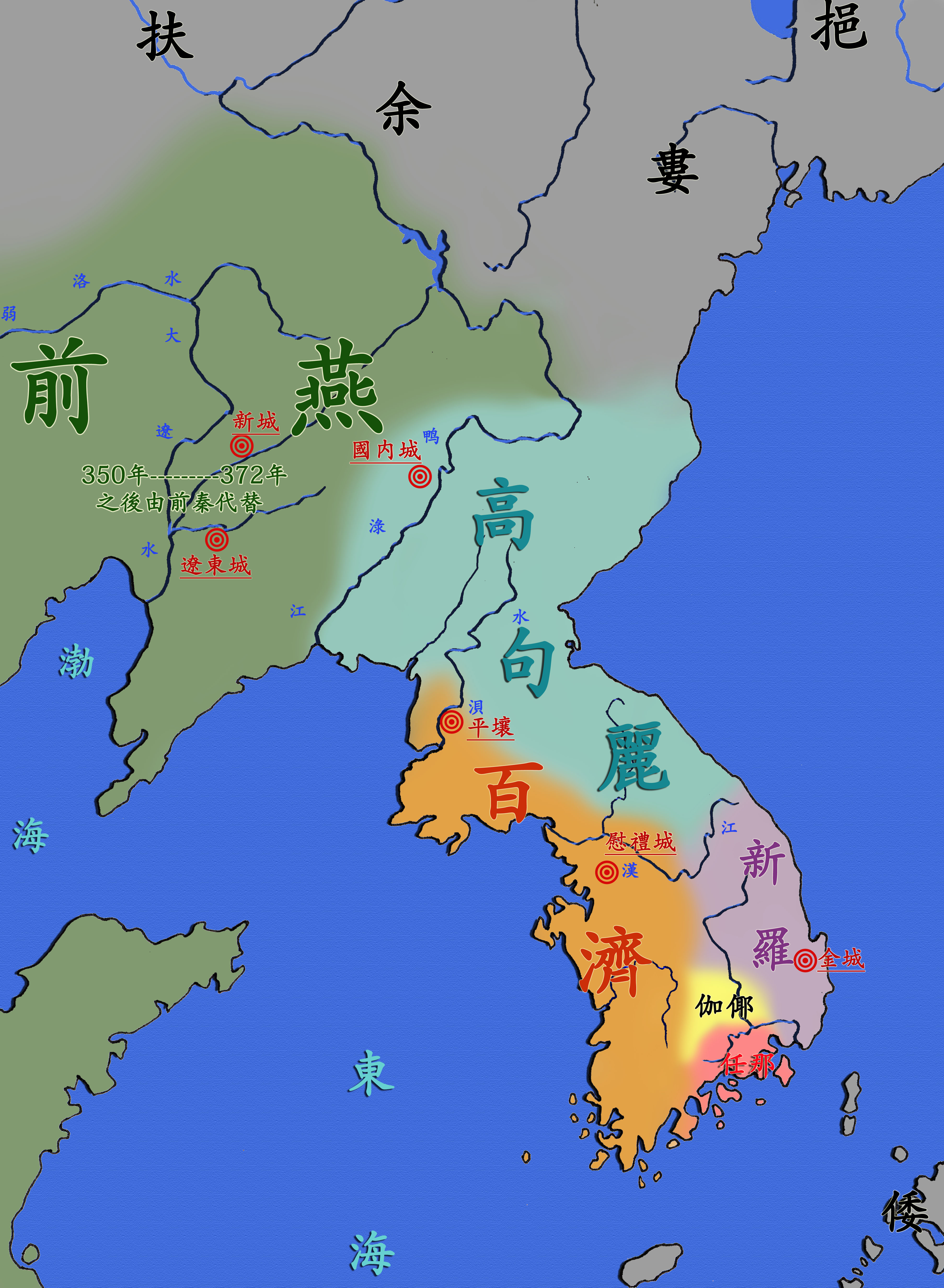
任那在朝鲜半岛南部的位置

在日本書紀等日本史書及中國與朝鮮的記錄（如廣開土王碑、《宋書·倭國傳》）中，紀載著倭國在朝鮮半島有一定的影響力。近現代的日本學者末松保和等人在《任那興亡史》中，也記錄新羅與百濟附屬於倭國。
中國學界如朝鮮族學者全昌淑認為廣開土王碑文不符合歷史背景，且過於誇張。北韓學者金錫亨則就廣開土王碑文提出「分國說」（分国論），否定大和在朝鮮的統治，反過來認定是朝鮮人在日本“分國”的統治機構。南韓學者李進熙提出「改作說」，認為廣開土王碑文曾遭竄改。自中国社会科学院教授徐建新2006年論文中提出1881年的拓本後，「改作說」已被學界否定。
朝鮮半島開始發現日本列島獨特的墓制「前方後圓墳」，舊新羅、百濟、伽倻地域亦大量出土日本產的翡翠製勾玉（舊高句麗地域少有發現），因此等諸因素的存在，近年出現若干承認伽倻地域倭人的集中居住或倭國影響力的說法論斷。此類研究成果說明了與大和朝廷存在緊密關聯的某種集團（大和朝廷派遣的官吏與軍人或臣服於大和朝廷的當地豪族等）在伽倻地域存在一定的軍事影響力及特殊經濟權利等，然而此等倭系豪族與日本府的關係究竟如何，現存有不同說法，亦有意見對是否存在民政統治組織表示懷疑。
「任那日本府」的名稱是後世「日本」國號出現之後的稱謂，當時的名稱為「倭府」。

## 諸學說

### 戰前
二戰之前，日本關於伽倻地域的研究把對於朝鮮半島的吞併政策正當化，認為神功皇后（實際狀況尚不明）的三韓征伐後，當地成為倭王的直轄地。當時認為百濟在受高句麗與新羅入侵時，曾向大和王權求援。而六世紀中期，任那為新羅吞併，日本府滅亡。

### 戰後
戰後，否定日本統治機構存在的說法開始出現，韓國學者朴天秀亦認為日本書紀等記錄大和王權對任那的直接統治過於誇張。

### 1970年代以來
井上秀雄提出倭為伽倻地域部族聯盟的名稱，與大和王權並無直接關係的說法。吉田晶認為日本府實質是倭國為引入半島的先進技術文化而設置的會議，包含倭國派遣的官卿與任那（伽倻）當地的王族與豪族等。坂元義種等人認為五世紀倭王武被中華王朝授予統領新羅、任那、加羅等諸國軍事的官爵，故日本府的作用為軍事機關。其他有倭國使者說、伽倻對倭外交機關等諸說法。

### 1990年代以來
依上述，根據近年發現的前方後圓墳與翡翠製勾玉等考古資料，研究者提出了倭人在部分區域集中居住的論說。近年的研究不僅討論倭人等是否存在軍事影響力與特殊經濟權益，亦開始探討當時組織的實際狀況。在韓國考古學者中，亦出現批判本國民族主義者學說的研究者。